# Amandava
Amandava – rodzaj ptaków z podrodziny astryldów (Estrildinae) w rodzinie astryldowatych (Estrildidae).

## Zasięg występowania
Rodzaj obejmuje gatunki występujące w Afryce i Azji.

## Morfologia
Długość ciała 9–10 cm; masa ciała 5,2–9,5 g.

## Systematyka

### Etymologia
Amandava: epitet gatunkowy Fringilla amandava Linnaeus, 1758. Zlatynizowana forma amandava pochodzi od nazwy miasta Ahmadabad w stanie Gudźarat w Indiach, skąd przywieziono w klatkach pierwsze okazy bengalika czerwonego. 

### Podział systematyczny
Do rodzaju należą następujące gatunki:
- Amandava formosa (Latham, 1790) – bengalik oliwkowy
- Amandava amandava (Linnaeus, 1758) – bengalik czerwony
- Amandava subflava (Vieillot, 1819) – bengalik złotobrzuchy